# Jeff Hughes
Jeff Hughes (Irlanda do Norte, 29 de maio de 1985) é um futebolista da irlandês. 
Atualmente joga no Lincoln City F.C., antes de jogar, na Liga da Irlanda, nos clubes Larne e Ballymena United. Também fez recentemente sua estréia mundial pela seleção da Irlanda do Norte em sua turnê pelos Estados Unidos. 